# Bulbolmotega sumatrensis
Bulbolmotega sumatrensis är en skalbaggsart som beskrevs av Stefan von Breuning 1966. Bulbolmotega sumatrensis ingår i släktet Bulbolmotega och familjen långhorningar. Inga underarter finns listade i Catalogue of Life.